# Cabool
Cabool – miasto w Stanach Zjednoczonych, w południowej części stanu Missouri.
Liczba mieszkańców w 2000 roku wynosiła 2170.